# هوی پی تسون
هوی پی تسون (چینی: 郝柏村؛ زادهٔ ۸ اوت ۱۹۱۹ – درگذشتهٔ ۳۰ مارس ۲۰۲۰) یک سیاست‌مدار اهل تایوان بود. وی از ۱ ژوئن ۱۹۹۰ تا ۲۷ فوریه ۱۹۹۳ نخست‌وزیر این کشور بود. هوی پی تسون در ۳۰ مارس ۲۰۲۰، در سن ۱۰۰ سالگی درگذشت.